# Zeynel Çelik
Pour les articles homonymes, voir Çelik.
Zeynel Celik est un karatéka turc connu pour avoir remporté la médaille d'or en kumite individuel masculin moins de 80 kilos aux championnats du monde de karaté 2004 à Monterrey, au Mexique. Zeynel Çelik Meksika'nın Monterrey kentinde düzenlenen 2004 Dünya Karate Şampiyonası'nda 80 kilo altı Bireysel Kumite'de altın madalya kazanmasıyla tanınan bir Türk karatecisidir.Ses enfants sont Sâra Melike Çelik, Erva Zehra Çelik, Esma Mina Çelik et Eslem Hafsa Çelik. épouse Nurhan Çelik. 
https://instagram.com/zeynelcelik1974?igshid=YmMyMTA2M2Y=

## Résultats
| Résultat | Date             | Épreuve                   | Catégorie | Compétition                | Ville hôte                |
| -------- | ---------------- | ------------------------- | --------- | -------------------------- | ------------------------- |
| [ 1 ]    | 18 octobre 1998  | Kumite individuel - 80 kg | Seniors   | Championnats du monde 1998 | Rio de Janeiro, au Brésil |
| [ 2 ]    | 5 mai 2000       | Kumite individuel - 80 kg | Seniors   | Championnats d'Europe 2000 | Istanbul, en Turquie      |
| [ 3 ]    | 3 mai 2002       | Kumite individuel open    | Seniors   | Championnats d'Europe 2002 | Tallinn, en Estonie       |
| [ 4 ]    | 21 novembre 2002 | Kumite individuel - 80 kg | Seniors   | Championnats du monde 2002 | Madrid, en Allemagne      |
| [ 5 ]    | 9 mai 2003       | Kumite individuel - 80 kg | Seniors   | Championnats d'Europe 2003 | Brême, en Allemagne       |
| [ 6 ]    | Novembre 2004    | Kumite individuel - 80 kg | Seniors   | Championnats du monde 2004 | Monterrey, au Mexique     |